# Фюле, Штефан
Штефан Фюле (чеш. Štefan Füle; род. 24 мая 1962, Соколов, Чехословакия) — чешский политик, европейский комиссар по вопросам расширения и политики добрососедства с 2010 по 2014 год (второй состав комиссии Баррозу). Свободно владеет английским и русским языками.

## Биография
В 1980—1981 годах учился на философском факультете Карлова университета, в 1981—1986 годах учился в МГИМО. Работал в департаменте по связям с ООН министерства иностранных дел Чехословакии; участвовал в программе ООН по разоружению, в 1990—1995 годах был первым секретарём чехословацкой (затем — чешской) делегации в ООН. В 1995—1996 годах возглавлял департамент по связям с ООН министерства иностранных дел Чехии, в 1996—1998 годах — департамент политики безопасности там же. В 1998—2001 годах был послом Чехии в Литве, в 2003—2005 годах — послом в Великобритании, в 2005—2009 годах — постоянным представителем Чехии при НАТО.
В 2001—2002 годах был заместителем министра обороны. В мае — ноябре 2009 года занимал должность министра по европейским делам. 9 февраля 2010 года вошёл во второй состав Еврокомиссии под руководством Жозе Мануэла Дурана Баррозу. Таким образом, он сменил Владимира Шпидлу в качестве представителя Чехии в Еврокомиссии.
В 2010—2014 годах являлся европейским комиссаром по вопросам расширения и политики добрососедства.
В 2014 году отвечал за подготовку соглашения об ассоциации Украины и Европейского союза. По словам премьер-министра Украины Николая Азарова Фюле во время переговоров неоднократно угрожал ему сменой украинского правительства, если договор об ассоциации не будет подписан. В 2015 году включён в российский чёрный список лиц которым запрещён въезд в Российскую Федерацию.

## Награды
- Похвальный крест Министра обороны Чешской Республики I степени (2002).
- Отличие «Золотая липа» (2008).
- Командор ордена Великого князя Литовского Гядиминаса (13 июня 2002 года, Литва)[4].
- Офицер ордена Заслуг перед Республикой Польша (2014 год, Польша)[5].
- Памятный знак за личный вклад в развитие трансатлантических отношений Литвы и по случаю приглашения Литовской Республики в НАТО (12 февраля 2003 года, Литва)[6].